# Styloptocuma longisipho
Styloptocuma longisipho is een zeekommasoort uit de familie van de Nannastacidae. De wetenschappelijke naam van de soort is voor het eerst geldig gepubliceerd in 1984 door Jones.